# Nadleśnictwo Międzychód

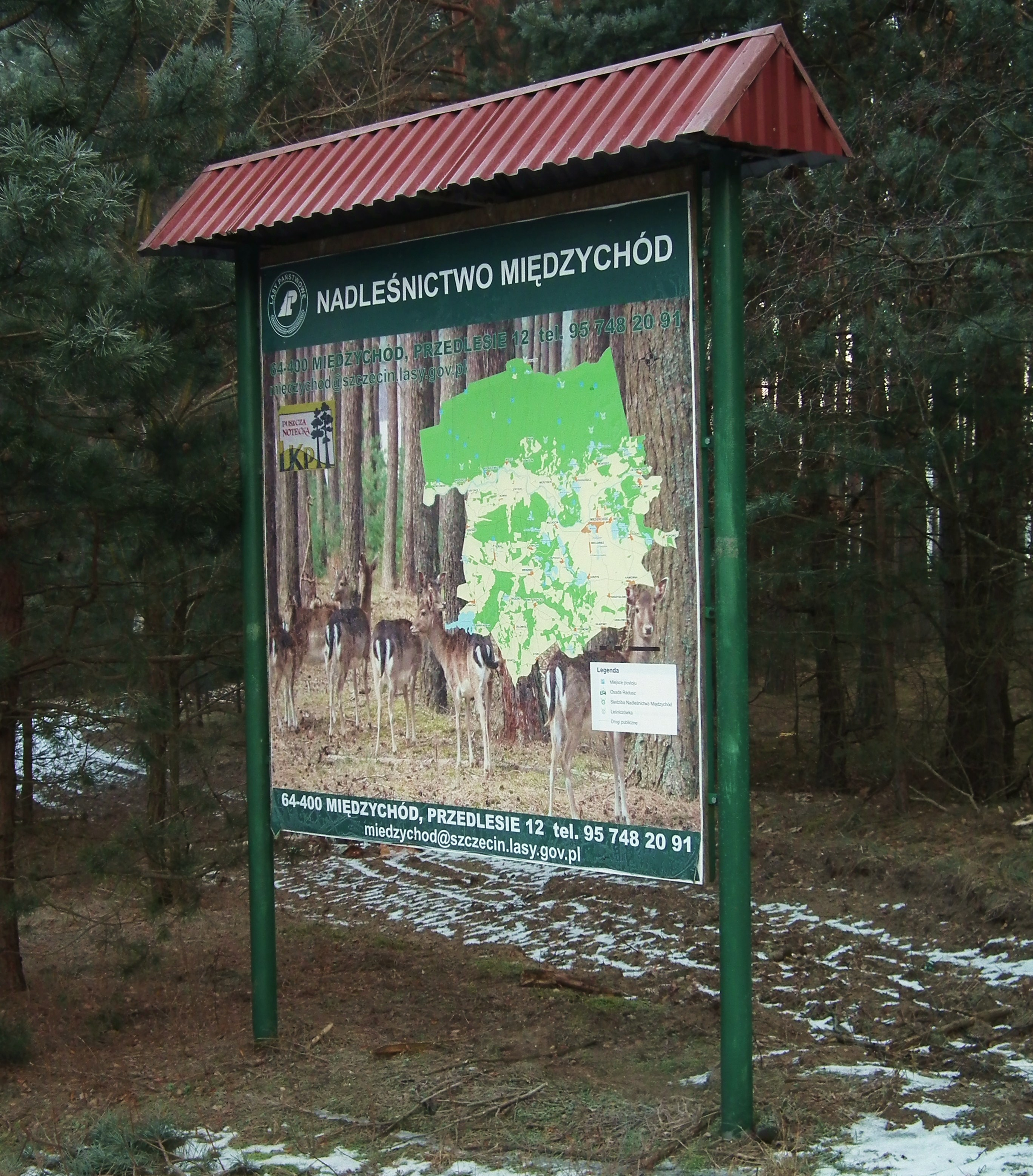
Tablica w Sowiej Górze

Nadleśnictwo Międzychód – nadleśnictwo należące do Regionalnej Dyrekcji Lasów Państwowych w Szczecinie, położone w województwie lubuskim – 61,2%, w powiatach międzyrzeckim i strzelecko-drezdeneckim oraz w województwie wielkopolskim – 38,8%, w powiecie międzychodzkim; obejmuje południowo-zachodnią część Puszczy Noteckiej oraz kompleksy leśne na południe od rzeki Warty.

## Historia
Nadleśnictwo Międzychód powstało w połowie XIX wieku w zaborze pruskim pod nazwą Birnbaum, a obecną nazwę otrzymało dopiero po I wojnie światowej.
W okresie II wojny światowej wysiedlono ludność wsi Radusz, Kaplin, Sowia Góra i Mokrzec, a grunty rolne o powierzchni ok. 600 ha przeznaczono do zalesienia.
Po drugiej wojnie światowej, w 1945 roku powierzchnia nadleśnictwa wynosiła 8134 ha i składała się z lasów państwowych (6448 ha) i niepaństwowych (1686 ha).
W obecnych granicach Nadleśnictwo Międzychód utworzono 1 stycznia 1979. Składało się ono z dwóch obrębów leśnych Międzychód i Krobielewko, a 1 stycznia 1995 z obrębu Międzychód wyodrębniono obręb Gorzyń.
Nadleśnictwo gospodaruje na ogólnej powierzchni 28 411 ha, w tym powierzchni leśnej 27 619 ha.
Teren Nadleśnictwa podzielony jest na 3 obręby leśne:
- Międzychód – 7674 ha;
- Gorzyń – 7529 ha;
- Krobielewko – 13207 ha

## Leśnictwa
W skład nadleśnictwa wchodzi 14 leśnictw:
| - Sowia Góra - Kamień - Mokrzec - Przedlesie - Kolno - Muchocin - Goraj | - Gorzyń - Lubikowo - Zamyślin - Leszczyny - Nadziejewki - Nowy Dwór - Zawarcie |

oraz szkółka w Kaplinie.

## Fizjografia i klimat
Obszar Nadleśnictwa Międzychód położony jest w Krainie Wielkopolsko-Pomorskiej, w mezoregionie Kotliny Gorzowskiej (obręby Międzychód i Krobielewko) oraz w dzielnicy Pojezierza Lubuskiego (obręb Gorzyń).
Obręby Międzychód i Krobielewko to tereny ubogie w cieki oraz zbiorniki wodne. Na południowym skraju obrębu Międzychód występuje kilka małych jezior.
Obręb Gorzyń posiada typowy krajobraz pojezierza, z dużą liczbą większych jezior oraz terenów bagiennych.
Przez środek Nadleśnictwa przepływa rzeka Warta.
Warunki glebowe w nadleśnictwie są bardzo urozmaicone. Na terenie nadleśnictwa sklasyfikowano 18 typów gleb, z czego największą powierzchnię zajmują:
- gleby bielicowe – 50,89%
- gleby rdzawe – 38,65%

## Drzewostan
- sosna – 94,54%
- brzoza – 1,5%
- olsza – 1,7%
- dąb – 1,19%
- świerk – 0,29%
- buk – 0,17%
- robinia – 0,21%
- modrzew – 0,12%
- pozostałe  – 0,28%

Są to drzewostany głównie IV klasy wiek, czyli w przedziale 61-80 lat.

## Turystyka i edukacja
Infrastruktura turystyczna Nadleśnictwa to liczne miejsca postoju, miejsca biwakowania, punkty widokowe, a także szlaki turystyczne: piesze, rowerowe i konne.

### Ścieżki rowerowe
- Trasa Wiejce – Nowy Dwór
  - Długość 23 km
  - Atrakcje:
    - pałac w Wiejcach
    - ruiny pałacu w Nowym Dworze
    - wydmy Puszczy Noteckiej

- Śladami Radusza
  - Lokalizacja: Kaplin
  - Długość trasy:
    -  szlak żółty - 14 km
    -  szlak niebieski - 23 km

  - Kształt ścieżki: pętla
  - 10 przystanków z tablicami edukacyjnymi

- Ścieżka edukacyjna
  - Lokalizacja: szkółka leśna w Kaplinie
  - Długość ścieżki – 1,5 km
  - kształt – pętla
  - czas zwiedzania – 2 godz. (wariant skrócony – 0,5 godz.)
  - 10 przystanków

### Miejsca biwakowania
- Jezioro Głęboczek
- Jezioro Sołeckie
- Jezioro Winnogórskie
- Jezioro Radgoskie

### Ścieżki konne
- „Wilczy szlak” – Gorzyń-Lubikowo – 17,5 km
  - Atrakcje w pobliżu: punkt widokowy – Góra Trębacza, Góra Królewska
- Kolno – 5,5 km (pętla)
- Mokrzec–Zatom Nowy–Mokrzec – 12 km (pętla)
- Wiejce – 4,9 km (pętla)